# Barbara Nedeljáková
 (juillet 2021).
Si vous disposez d'ouvrages ou d'articles de référence ou si vous connaissez des sites web de qualité traitant du thème abordé ici, merci de compléter l'article en donnant les références utiles à sa vérifiabilité et en les liant à la section « Notes et références ».
Barbara Nedeljáková, née le 16 mai 1979 à Banská Bystrica, est une actrice slovaque.

## Biographie
Elle est également marionnettiste professionnelle, elle interprète parfois plusieurs rôles à la fois dans des spectacles comme Don Giovanni, Don Quichotte et le Mariage de Figaro.
Elle a été mannequin professionnelle à Prague, elle est apparue dans des publicités pour Samsung, Hasbro, T-Mobile ou Woolite.
Ses premiers rôles furent dans Doom d'Andrzej Bartkowiak, et dans Shanghai Kid 2, où elle apparaît en tant que figurante aux côtés de Jackie Chan et Owen Wilson.
En 2005, elle tourne dans Hostel qui devient son premier grand rôle au cinéma. Elle y interprète le rôle de Natalya, une rabatteuse qui séduit et piège des jeunes touristes en les amenant dans une auberge lugubre pour y être torturés.
En 2005, elle fréquente le réalisateur Eli Roth qu'elle rencontre sur le tournage de Hostel. Le couple se sépare en 2009.
Depuis le 21 décembre 2012, elle est en couple avec Jeremy Wallace Miller, avec qui elle a un fils prénommé Leo. Le couple vit entre Prague et Los Angeles.